# Lista över sånger om New York City
New York City är ett tema i många sånger och denna lista innehåller ett urval av dessa. En av de mest kända är New York, New York skriven för Liza Minnelli i filmen med samma namn från 1977.
| Namn                                             | Artist                         | Årtal | Musikalbum                                    |
| ------------------------------------------------ | ------------------------------ | ----- | --------------------------------------------- |
| New York City                                    | The Statler Brothers           | 1971  | The Best of Statler Brothers (1975)           |
| New York City                                    | John Lennon och Yoko Ono       | 1972  | Some Time in New York City                    |
| New York City                                    | T. Rex                         | 1975  | Futuristic Dragon                             |
| New York City                                    | Brotherhood of Man             | 1977  | Oh Boy! (album)                               |
| New York City                                    | The Demics                     | 1979  | New York City                                 |
| New York, New York (So Good They Named It Twice) | Gerard Kenny                   | 1979  | Made It Thru The Rain                         |
| New York, New York                               | Nina Hagen                     | 1983  | Angstlos                                      |
| New York City                                    | CUB                            | 1994  | Come out come out                             |
| New York City                                    | Madball                        | 1994  | Set It Off                                    |
| New York, New York                               | Tha Dogg Pound                 | 1995  | Dogg Food                                     |
| New York City                                    | Keith Caputo                   | 2000  | Died Laughing                                 |
| New York City                                    | Moe                            | 2000  | Dither                                        |
| New York                                         | U2                             | 2000  | All That You Can't Leave Behind               |
| New York, New York                               | Ryan Adams                     | 2001  | Gold                                          |
| New York City                                    | Mason Jennings                 | 2002  | Century Spring                                |
| New York City                                    | Hanoi Rocks                    | 2002  | Twelve Shots on the Rocks                     |
| New York City                                    | Norah Jones feat. Peter Malick | 2003  | New York City                                 |
| New York                                         | Ja Rule                        | 2004  | R.U.L.E.                                      |
| New York                                         | Eskimo Joe                     | 2006  | Black Fingernails, Red Wine                   |
| New York, New York                               | Moby                           | 2006  |                                               |
| New York City                                    | Emigrate                       | 2007  | Emigrate                                      |
| New York City                                    | HORSE The Band                 | 2007  | A Natural Death                               |
| New York                                         | Paloma Faith                   | 2009  | Do You Want the Truth or Something Beautiful? |